# Украинка (Белогорский район, Хмельницкая область)
Украинка (укр. Українка) — село в Белогорском районе Хмельницкой области Украины.
Почтовый индекс — 30200. Телефонный код — 3841. Код КОАТУУ — 6820355109.

## Местный совет
30200, Хмельницкая обл., Белогорский р-н, пгт Белогорье, ул. Шевченка, 44